# Broyles Award
Le Frank Broyles Award est une récompense décernée chaque année depuis 1996 au meilleur assistant entraîneur d'une équipe de football américain évoluant en NCAA Div. I FBS. Le prix tient son nom de l'ancien directeur sportif des Razorbacks de l'Arkansas.
Chaque année, les entraîneurs principaux de toutes les équipes évoluant en NCAA Div. I FBS votent pour désigner cinq des 1 500 assistants entraîneurs. Les entraîneurs principaux ne peuvent voter que pour un seul assistant faisant partie de son équipe. Les cinq assistants ayant reçu le plus de votes sont ensuite départagés par un comité composé d'anciens entraîneurs principaux universitaires. Les cinq finalistes sont reçus au Downtown Rotary Club de Little Rock dans l'Arkansas. Ils reçoivent chacun un chèque de 1 000 dollars ainsi qu'un ensemble de club de golf et un sac de golf personnalisé. Le gagnant quant à lui reçoit un chèque de 2 500 dollars ainsi qu'une montre, une veste du Broyles Award dessinée par Tom James ainsi que le trophée d'une valeur de 5 000 dollars.
Le trophée est en bronze et représente Boyles (accroupi) en compagnie d'un autre assistant entraîneur Wilson Matthews (en) (debout) regardant un match ou un entraînement des Razorbacks de l'Arkansas. Matthews avait été l'entraîneur principal de l'école secondaire de Little Rock Central avant de rejoindre Broyles chez les Razorback.

## Palmarès
| Saisons | Lauréats             | Équipes                        |
| ------- | -------------------- | ------------------------------ |
| 1996    | Mickey Andrews (en)  | Seminoles de Florida State     |
| 1997    | Jim Herrmann (en)    | Wolverines du Michigan         |
| 1998    | David Cutcliffe (en) | Volunteers du Tennessee        |
| 1999    | Ralph Friedgen (en)  | Yellow Jackets de Georgia Tech |
| 2000    | Mark Mangino (en)    | Sooners de l'Oklahoma          |
| 2001    | Randy Shannon (en)   | Hurricanes de Miami            |
| 2002    | Norm Chow (en)       | Trojans d'USC                  |
| 2003    | Brian VanGorder (en) | Bulldogs de la Géorgie         |
| 2004    | Gene Chizik (en)     | Tigers d'Auburn                |
| 2005    | Greg Davis (en)      | Longhorns du Texas             |
| 2006    | Bud Foster (en)      | Hokies de Virginia Tech        |
| 2007    | Jim Heacock (en)     | Buckeyes d'Ohio State          |
| 2008    | Kevin R. Wilson (en) | Sooners de l'Oklahoma          |
| 2009    | Kirby Smart          | Crimson Tide de l'Alabama      |
| 2010    | Gus Malzahn (en)     | Tigers d'Auburn                |
| 2011    | John Chavis (en)     | Tigers de LSU                  |
| 2011    | Bob Diaco (en)       | Fighting Irish de Notre Dame   |
| 2013    | Pat Narduzzi (en)    | Spartans de Michigan State     |
| 2014    | Tom Herman (en)      | Buckeyes d'Ohio State          |
| 2015    | Lincoln Riley (en)   | Sooners de l'Oklahoma          |
| 2016    | Brent Venables (en)  | Tigers de Clemson              |
| 2017    | Tony Elliott (en)    | Tigers de Clemson              |
| 2018    | Mike Locksley (en)   | Crimson Tide de l'Alabama      |
| 2019    | Joe Brady (en)       | Tigers de LSU                  |
| 2020    | Steve Sarkisian (en) | Crimson Tide de l'Alabama      |
| 2021    | Josh Gattis (en)     | Wolverines du Michigan         |
| 2022    | Garrett Riley (en)   | Horned Frogs de TCU            |